# Jamal Chandler
Jamal Chandler (sinh ngày 26 tháng 11 năm 1989) là một cầu thủ bóng đá người Barbados thi đấu ở vị trí Tiền vệ. Anh hiện tại thi đấu cho Paradise.

## Sự nghiệp quốc tế

### Bàn thắng quốc tế
Tỉ số và kết quả liệt kê bàn thắng của Barbados trước.
| #  | Ngày                | Địa điểm                                                                            | Đối thủ                     | Tỉ số | Kết quả | Giải đấu                                                                              |
| -- | ------------------- | ----------------------------------------------------------------------------------- | --------------------------- | ----- | ------- | ------------------------------------------------------------------------------------- |
| 1. | 8 tháng 2 năm 2009  | Sân vận động Quốc gia Barbados, Bridgetown                                          | Grenada                     | 5–0   | 5–0     | Giao hữu                                                                              |
| 2. | 6 tháng 3 năm 2015  | Sân vận động Quốc gia Barbados, Bridgetown                                          | Saint Vincent và Grenadines | 2–0   | 3–1     | Giao hữu                                                                              |
| 3. | 26 tháng 3 năm 2015 | Addelita Cancryn Junior High School Ground, Charlotte Amalie, Hoa Kỳ Virgin Islands | Quần đảo Virgin thuộc Mỹ    | 2–0   | 4–0     | Vòng loại giải vô địch bóng đá thế giới 2018 khu vực Bắc, Trung Mỹ và Caribe (Vòng 1) |